# 维勒巴济
维勒巴济（法語：Villebazy，法語發音：[vilbazi] ⓘ）是法国奥德省的一个市镇，属于利穆区。

## 地理
维勒巴济（43°3'52"N, 2°19'25"E）面积12.18 平方千米，位于法国奧克西塔尼大區奥德省，该省份为法国南部沿海省份，北起塔恩省，西北接上加龙省，西接阿列日省，南至东比利牛斯省，东临地中海，东北与埃罗省接壤。
与维勒巴济接壤的市镇（或旧市镇、城区）包括：贝尔卡斯泰勒和比克、加尔迪、圣伊莱尔、圣波利卡普、维拉尔圣昂塞尔姆。

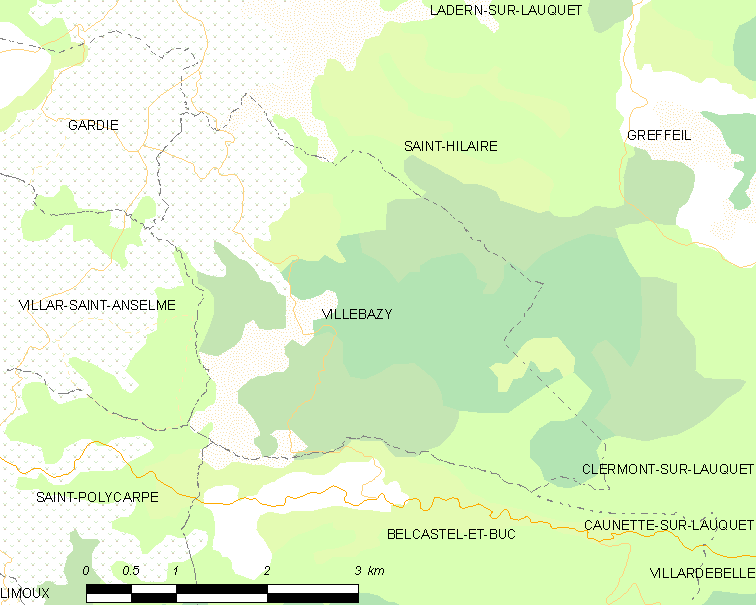
维勒巴济的OSM定位图

维勒巴济的时区为UTC+01:00、UTC+02:00（夏令时）。

## 行政
维勒巴济的邮政编码为11250，INSEE市镇编码为11420。

## 政治
维勒巴济所属的省级选区为利穆地区县。

## 人口

1962-2008年间维勒巴济人口变化图示

维勒巴济于2022年1月1日时的人口数量为140人。